# Juan Carreño
Juan Carreño Lara (* 14. August 1909 in Mexiko-Stadt; † 16. Dezember 1940 ebenda), auch in der Schreibweise Juan Carreño Sandoval oder kurz Juan Carreño, war ein mexikanischer Fußballspieler auf der Position eines Stürmers. Er war zuletzt für den Hauptstadtklub CF Asturias und die mexikanische Fußballnationalmannschaft aktiv. Sein Spitzname war El Trompito (der Trompeter).

## Karriere

### Verein
Carreño wurde in Corrito, einem Viertel der mexikanischen Hauptstadt, geboren. Mit dem Fußballsport begann er beim Club Tigres; einem Verein, der zwischen 1917 und 1920 in der Hauptstadtliga mitwirkte. Von dort wechselte er in die Betriebsfußballmannschaft der Fabrik La Sedanita, die wenige Zeit später das Angebot erhielt, bei Atlante mitzuwirken. 1927 trat er der Mannschaft von Atlante bei und bestritt sein erstes Punktspiel am 9. Oktober gegen die Auswahl von Necaxa (2:2) aus Aguascalientes. Er bildete zusammen mit Dionisio Mejía, Felipe Rosas und Felipe Olivares die Sturmspitze bei Atlante und gilt als einer der besten mexikanischen Spieler seiner Zeit. Seinen einzigen Meistertitel gewann er im Jahr 1932. Am Ende der Saison waren Necaxa und Atlante punktgleich und der Landesmeister wurde in einen Playoff ausgespielt. Carreño erzielte dabei, im zweiten von insgesamt drei Spielen, das Tor für Atlante (1:1). Gemeinsam mit Julio Lores von Necaxa teilte er sich den Titel des mexikanischen Torschützenkönigs mit 20 erzielten Saisontreffern. Bis 1939 spielte er für Atlante, konnte in dieser Zeit jedoch keine weiteren Vereinstitel gewinnen. Er wechselte Mitte 1939 zum Ligakonkurrenten CF Asturias und verstarb nur ein Jahr später mit 31 Jahren an den Folgen einer Appendizitis.

### Nationalmannschaft
Sein Debüt für die Nationalmannschaft gab Carreño am 30. Mai 1928 im Rahmen der Olympischen Sommerspiele 1928 in Amsterdam gegen die Auswahl von Spanien (7:1). Hier erzielte er in der 80. Minute nicht nur das erste Tor seiner Nationalmannschaftskarriere, sondern auch den ersten Treffer Mexikos bei einem olympischen Turnier. Der spanische Nationaltrainer der El Tri Juan Luque de Serrallonga, berief Carreño neben Dionisio Mejía, den Brüdern Felipe und Manuel Rosas und drei weiteren Spielern von Atlante in das Aufgebot zur Fußball-Weltmeisterschaft 1930 in Uruguay. Auch hier trug er sich in Annalen der mexikanischen Fußballgeschichte ein, als er am 13. Juli 1930 in der 70. Minute das einzige Tor der Mexikaner beim 1:4 gegen Frankreich erzielte. Damit erzielte er das erste Tor Mexikos in der Geschichte der Fußballweltmeisterschaft. Auch in den Partien gegen die Auswahlen von Chile und Argentinien kam er zum Einsatz. Seinen letzten Länderspieleinsatz absolvierte Carreño am 24. Mai 1934 im Rahmen der Qualifikation zur Fußball-Weltmeisterschaft 1934 gegen die Mannschaft der Vereinigten Staaten (4:2).

### Erfolge
Verein
- Mexikanischer Meister: 1932

Persönliche Auszeichnungen
- Torschützenkönig der Primera Fuerza: 1932